# Matt Flynn (football américain)
Pour le musicien, voir Matt Flynn.
(en) Statistiques sur pro-football-reference
Matthew Clayton Flynn (né le 20 juin 1985 à Tyler) est un joueur américain de football américain. Il joue au poste de quarterback.

## Enfance
Matt Flynn fait ses études à la Robert E. Lee High School de sa ville natale de Tyler où il est entrainé par Mike Owens. Il devient un des meilleurs quarterbacks de l'État du Texas avec Drew Tate de Baytown.

## Carrière

### Université

#### Premières années
Il entre à l'université d'État de Louisiane et joue avec les LSU Tigers. Lors de sa première saison, il joue au poste de quarterback remplaçant derrière JaMarcus Russell. En 2004, il devient troisième quarterback derrière Marcus Randall et Russell. Il sert aussi de kicker remplaçant. Il joue douze matchs mais trois seulement comme quarterback. Sa première passe complète et une pour Xavier Carter, une passe de 67 yards pour un touchdown contre l'université d'État du Mississippi. Il fait une petite apparition contre l'université de l'Iowa au Capital One Bowl en 2004 mais ne peut empêcher la défaite 30-25.
En 2005, Randall a quitté l'université et Flynn retrouve une place de numéro deux. Flynn joue sept matchs et réussit vingt-sept de ses quarante-huit passes, permettant de parcourir 457 yards, sept touchdowns et une interception. Lors de cette saison, il rentre lors du quatrième quart contre l'université du Nord du Texas et réussit l'ensemble de ses sept passes, pour 139 yards et trois touchdowns.

#### Flynn s'impose
Pour la saison 2006, Flynn reste le quarterback remplaçant et joue sept matchs mais après  le départ de Russell, Flynn devient le quarterback titulaire et joue l'ensemble des matchs de la saison à part le match de championnat de la conférence où il est blessé. Le 20 octobre 2007, sa passe de vingt-deux yards pour Demetrius Byrd permet aux Tigers de remporter le match dans les dernières secondes contre l'université d'Auburn. Le 7 janvier 2008, Flynn permet à son équipe de remporter le BCS National championship (championnat national) contre les Buckeyes d'Ohio State et est nommé MVP du match.

### Professionnel
Matt Flynn est sélectionné lors du septième tour du draft de la NFL de 2008 au 209e choix par les Packers de Green Bay. Le 23 juillet 2008, il signe un contrat de quatre ans. Il devient troisième quarterback derrière Aaron Rodgers et Brian Brohm. Lors de sa saison de rookie, il joue sept matchs dont un comme titulaire et ne complète que deux de ses cinq passes. En 2009, il rentre en cours de quinze matchs mais ne délivre aucune passe pour touchdown et se fait intercepter une passe.
Le 19 décembre 2010, il est titulaire contre les Patriots de la Nouvelle-Angleterre et délivre trois passes pour touchdown pour John Kuhn, James Jones et Greg Jennings mais se fait intercepter une passe qui se conclut en touchdown défensif. Lors de la dernière action du match, le ballon se trouve sur la ligne des quinze yards des Patriots mais Flynn se fait sacker et les Packers perdent 31-27. À la fin de la saison, Green Bay remporte le Super Bowl XLV, premier titre de sa carrière professionnelle.
Le 1er janvier 2012, il réalise une performance incroyable: remplaçant Aaron Rodgers pour le dernier match de la saison régulière contre les Lions de Détroit, il récolte 480 yards à la passe (record de la franchise) et inscrit 6 touchdowns (également record de la franchise). Ni Rodgers, ni Brett Favre, ni Bart Starr n'avaient réalisé un tel exploit avec les Packers.
À l'issue de ce match, sa côte augmente considérablement auprès des autres équipes de la NFL. Son contrat se finissant et n'étant pas renouvelé par les Packers à la fin de cette même saison, il est l'un des quarterback les plus en vue de la free agency 2012. Plusieurs équipes s'intéressent à lui, mais il finit par signer le 18 mars 2012 un contrat de 26 millions de dollars avec les Seahawks de Seattle. Malgré cela, il n'accède toujours pas à la titularisation et est désigné, pour la saison 2012, remplaçant du jeune rookie Russell Wilson, qui devient le franchise quarterback longtemps cherché par les Seahawks.
Le contrat de Flynn pesant trop lourd pour être celui d'un simple remplaçant, il est échangé aux Raiders d'Oakland avant la saison 2013 contre deux tours de draft. À Oakland, l'histoire se répète pour lui dans la mesure où il est de nouveau doublé par un jeune joueur, Terrelle Pryor, et qu'il est de nouveau nommé quarterback remplaçant. Profitant d'une blessure de Pryor, il est titulaire à partir du quatrième match de la saison 2013 qui voit la défaite des Raiders 24-14 face aux Redskins de Washington. Après ce match, il est rétrogradé comme troisième quarterback avant d'être finalement libéré par les Raiders le 7 octobre, six mois après avoir signé avec eux pour devenir leur quarterback titulaire. Le 14 octobre, profitant des blessures des quarterbacks Kevin Kolb, E. J. Manuel et Thad Lewis, il signe avec les Bills de Buffalo, avant d'être de nouveau libéré le 4 novembre de la même année sans avoir joué un seul jeu. Le 11 novembre 2013, après les blessures d'Aaron Rodgers et de Seneca Wallace, il signe de nouveau avec sa première équipe : les Packers de Green Bay.